# ميشال فيلو
ميشال فيلو (بالسلوفاكية: Michal Filo) هو لاعب كرة قدم سلوفاكي في مركز الهجوم، ولد في 28 فبراير 1984 في تشيكوسلوفاكيا. شارك مع منتخب سلوفاكيا لكرة القدم. أما مع النوادي، فقد لعب مع نادي داك 1904 دونيسكا ستريدا ونادي سيريد.

## وصلات خارجية
- ميشال فيلو على موقع قاعدة بيانات كرة القدم.إي يو (الإنجليزية)
- ميشال فيلو على موقع ناشيونال فوتبول تيمز (الإنجليزية)